# Ana Caroline Campagnolo
Ana Caroline Campagnolo Galvão (Itajaí, 26 de novembro de 1990) é uma política, professora e historiadora brasileira, filiada ao Partido Liberal (PL). Em 2018, foi eleita Deputada Estadual de Santa Catarina, tomando posse em fevereiro de 2019.

## Biografia
Ana Caroline Campagnolo leciona história em escolas públicas de Chapecó, no oeste de Santa Catarina, desde 2010, e sendo graduada pela Universidade Comunitária da Região de Chapecó. Conta que sua família é "conservadora e religiosa, mas que nunca se opôs a estudar ideologias que não são suas". Cristã protestante, Campagnolo participou de eventos antifeministas. Apoia o movimento Escola sem Partido.

### Disputa judicial por reprovação no mestrado
Em 2013, Ana foi selecionada no mestrado em História da Universidade do Estado de Santa Catarina (UDESC), em Florianópolis, com o projeto "Virgindade e Família: mudança de costumes e o papel da mulher percebido através da análise de discursos em Inquéritos Policiais da Comarca de Chapecó (1970-1988)". A orientadora selecionada pela banca foi a professora Marlene de Fáveri, que ministra a cátedra "História e Relações de Gênero".
Depois de trocar de orientadora, apresentar seu trabalho e ser reprovada, Ana decidiu processar sua ex-orientadora, em julho de 2016, Campagnolo processou Marlene de Fáveri, por perseguição ideológica e discriminação religiosa. A sentença foi favorável à orientadora, tendo o Juízo concluído da improcedência da ação.
Fáveri, em seguida, protocolou uma queixa-crime contra Campagnolo na 3ª Vara Criminal da Comarca da Capital de Santa Catarina. A ação, que versa sobre crimes contra a honra (calúnia, difamação e injúria), foi transferida para a Comarca de Chapecó.

### Eleições de 2018
Nas eleições de 7 de outubro de 2018 foi eleita deputada estadual de Santa Catarina para a 19.ª legislatura, pelo Partido Social Liberal (PSL) com 0,95% dos votos válidos, equivalente a 34.825 votos. Dia 28 de outubro, domingo, menos de uma hora após confirmada a eleição em segundo turno de Jair Bolsonaro para Presidente da República, Ana Caroline publicou em uma de suas redes sociais pedido para que alunos enviassem vídeos e informações com o nome do docente, da escola e da cidade, garantindo anonimato da denúncia: “Na semana do dia 29 de outubro (...) todas as manifestações político-partidárias ou ideológicas que humilhem ou ofendam sua liberdade de crença e consciência”. Justificou a medida em função de “muitos professores doutrinadores estarão inconformados e revoltados com a vitória do presidente Bolsonaro” e, portanto, “não conseguirão disfarçar sua ira e farão da sala de aula uma audiência cativa para suas queixas político-partidárias”. O Ministério Público de Santa Catarina (MPSC) entrou com ação na justiça contra a deputada estadual. Em outra mensagem, mais recente, ela justifica o ato como “promessa de campanha”.

### Tuítes Antigos e Utilização de Maconha
Conhecida por ser contrária à legalização e ao uso, Tuítes antigos encontrados por internautas seriam sinal de que a deputada seria usuária de maconha.
Ana negou pelo Instagram. Ela também desativou sua conta no Twitter, com objetivo que estes Tuítes não sejam mais encontrados.
“Brinquem à vontade, mas não esqueçam que eu fiz Proerd”, escreveu ela, se referindo a um programa de prevenção de uso de drogas da Polícia Militar.
Ela também nega que havia maconha no narguilé que aparece fumando em uma foto divulgada.

## Histórico Eleitoral
| Ano  | Eleição                     | Partido | Candidato a       | Votos   | %     | Resultado | Ref    |
| ---- | --------------------------- | ------- | ----------------- | ------- | ----- | --------- | ------ |
| 2018 | Estaduais em Santa Catarina | PSL     | Deputada Estadual | 34.825  | 0,95% | Eleita    | [ 11 ] |
| 2022 | Estaduais em Santa Catarina | PL      | Deputada Estadual | 196.571 | 4,88% | Eleita    | [ 17 ] |

## Obras
- «Feminismo. Perversão e Subversão» (DistriBrasil, 2019)
- «Guia de Bolso Contra Mentiras Feministas» (Vide editorial, 2021)
- «O Mínimo sobre Feminismo» (Mínimo, 2022)

Em coautoria com Isadora Palanca e David Amato:
- «Ensino Domiciliar na Política e no Direito» (Estudos Nacionais, 2022)

Em coautoria com Martin Van Creveld:
- «O Sexo Privilegiado» (Vide Editorial, 2023)[18]